# Jaunais laiks
Jaunais laiks (deutsch Neue Ära oder Neue Zeit, kurz JL) war eine liberal-konservative und populistische Partei in Lettland. Sie wurde 2002 von Einars Repše und anderen, darunter Aivars Aksenoks, gegründet und ging 2011 in der Partei Vienotība (dt. Einigkeit) auf.

## Geschichte
Im Wahlkampf zu den Parlamentswahlen 2002 versprach die Neue Ära, vor allem Korruption und Steuerhinterziehung zu bekämpfen. Nach Auffassung der Partei könnte der Staatshaushalt Lettlands so um 400 Millionen Lats entlastet werden, was Möglichkeiten zur Finanzierung verschiedener Programme und für Steuersenkungen eröffnen würde. Das Parteiprogramm umfasste auch Maßnahmen im Gesundheits- und Ausbildungswesen. So sollte die staatlich finanzierte Hochschulausbildung beispielsweise durch Darlehen an die Studierenden ersetzt werden.
Bei den lettischen Parlamentswahlen am 5. Oktober 2002 wurde JL stärkste Kraft in der Saeima. Sie gewann 23,9 % der Stimmen und 26 von 100 Sitzen und bildete mit dem Bündnis der Grünen und Bauern, der Tēvzemei un Brīvībai/LNNK und Lettlands Erster Partei eine Regierungskoalition mit Einars Repše als Ministerpräsidenten. Im Januar 2004 kam es zum Bruch der Koalition und Repše musste zurücktreten.
An der ersten Regierung Kalvītis war die Partei von Dezember 2004 bis zum 13. April 2006 mit sechs Ministern beteiligt. Vorsitzender der Parlamentsfraktion war der frühere Bildungsminister Kārlis Šadurskis. Den Parteivorsitz hatte weiterhin Einars Repše inne. Bei der Parlamentswahl 2006 fiel Jaunais laiks auf 16,4 Prozent der Stimmen und 18 Sitze zurück und ging in die Opposition. Krišjānis Kariņš löste 2007 Repše als Parteivorsitzenden ab, ihm folgte nach nur einem Jahr Solvita Āboltiņa. Im Jahr 2008 verließ eine Reihe führender Mitglieder, darunter die frühere Außenministerin Sandra Kalniete, die Partei und gründete die Pilsoniskā savienība (PS; Bürgerunion). Im März 2009 jedoch wurde mit dem früheren Finanzminister Valdis Dombrovskis wieder ein JL-Mitglied Regierungschef. Er blieb bis 2013 lettischer Ministerpräsident.
Im Europäischen Parlament gehörte Jaunais Laiks zur Europäischen Volkspartei.
Zu den Parlamentswahlen 2010 trat die Partei als Teil des Wahlbündnisses Vienotība an. 2011 konstituierte sich das bisherige Wahlbündnis als Partei.

## Ergebnisse bei lettischen Parlamentswahlen
- Parlamentswahl 2002:  23,9 %, damit 26 Sitze (von 100) – stärkste Fraktion im Parlament
- Parlamentswahl 2006:  16,4 %, damit 18 Sitze (von 100)
- Parlamentswahl 2010:  31,2 %, damit 33 Sitze als Teil des Wahlbündnisses Vienotība